# Figa
Figa (maďarsky Füge, Gömörfüge) je obec v okrese Rimavská Sobota v Banskobystrickém kraji na Slovensku. Žije zde 442 obyvatel.

## Poloha
Obec se nachází ve východní části okresu Rimavská Sobota na zvlněném terénu. Její intravilán je ohraničený na jedné straně Valickou dolinou a na straně druhé Kalošským potokem (od vlastního jména Kalysa) pojmenovaném podle sousední vesnice Kaloše.

## Dějiny
Figa je velmi stará usedlost, kterou již v 11. století založila rodina Fügeiovců (Figeiovců), po které byla pojmenována. Historické záznamy byly často překládány do maďarštiny jako Fuge, Alsó Fuge, ale i do latiny jako Fyghe, Felseo. Rodina Figeiovcov dostala toto území jako odměnu za své služby od krále Štěpána I. a tato práva se dědily z pokolení na pokolení. Figeľa byl pravděpodobně hradsky jobagión, tedy člověk, který za udělené majetky vykonává vojenskou a strážní službu. V 13. století se jobagióni staly jádrem nově vzniklé uherské šlechty - zemany. Podle dochované listiny z roku 1247 celé území Valickej doliny a tedy i obec Figa v 11. - 13. stol. patřilo ke královskému hradu Gemer. V roce 1244 se rodina Figeiovcov natolik rozrostla, že vznikla Horní (maďarsky Felső Füge) a Dolní Figa (v maďarštině Alsó Füge), která později zanikla. Její potomci zakládali další nové vesnice i v blízkém okolí obce.
V minulosti byl tento kraj místem migračních přesunů, tureckých nájezdů, zmítaný změnami v politicko-společenské situaci, což se projevilo nejen přísunem nových jazykových prvků do řeči lidí, ale také v pojmenovávání svého okolí.
Původ terénních názvů (tzv. Toponym) lze hledat v historických listinách, mapách a také v paměti obyvatel, i když tyto informace jsou značně mytologizované. Dalším zdrojem výzkumu by mohla být kronika obce, která se však ztratila už v roce 1967. Poslední Urbárska mapa, která v sobě zahrnuje původní pojmenování terénu se zachovala z roku 1877 (Okresní geodézie, Rimavská Sobota). Ve srovnání s nejnovější mapou z roku 1964 došlo k obrovské minimalizaci toponym.

## Místní zajímavosti
- U obce se v minulosti nacházelo "přemisťující se" jezero Jazernica, které místní volali Mořské oko.
- Velká a Malá bažina (maďarsky Nagy Mocsár és Kis Mocsár), které leží na východní straně od Kálošského potoka. V současnosti se využívají na pěstování zemědělských obilovin.
- Vyšší a Nižší slaná studna (maďarsky Felső Sóskút és Alsó Sóskút) - pole se slanou podzemní vodou
- Červený provaz (maďarsky Veres Kőtel) - les, který byl pravděpodobně pojmenován podle Vereš (Vereš - v překladu z maďarštiny: krvavý, krvavě červený), který byl jeden z potomků Figeovskej rodiny. Někteří obyvatelé tvrdí, že se zde odehrála krvavá poprava na šibenici. Podle dalších je název odvozen podle legendy o princi Imrichovi: maďarští velitelé se rádi bavili lovem v této oblasti. Bylo zde bažinaté území, hodně lesů a zvěře. Utábořili se a šli lovena, na konci hony si prý uvědomili, že princ chybí. Začali ho hledat a našli ho roztrhaného vedle divočáka. Stalo se to v roce 1031 v horách mezi obcemi dnes nazývanými Stránska a Figa. Legenda se šířila staletí ústním podáním.
- Vadova pustina (maďarsky Vad puszta). V roce 1850 kromě Hevessyovcov a vdovy Palkovicsovej měla ve Figeľa majetek i rodina Vaďovce (od toho je odvozeno Vad). Zpočátku se tato samota nazývala Aranyszéki tanya [araňséki Tana] (salaš Vada Andrášiho) později Vad Andrassy tanya, která se zkrátila na Vad puszta. Na mapě z roku 1964 je toto místo označeno jako pustý vrch, ale obyvatelé Fíky ho volají Pustina. Celý vrch byl před nedávnem uměle zalesněný.
- Hradní vrch (maďarsky Várhegy). Nachází se na jihovýchod od intravilánu obce. Na vrchu se v minulosti pravděpodobně nacházel hrad, zda zámeček, který sloužil jako vojenské stanoviště nebo strážní věž.